# University of New England (Australien)
Die University of New England (UNE) in Armidale ist eine Campusuniversität in der Region New England im Norden des australischen Bundesstaat New South Wales.
Sie wurde 1938 als New England University College gegründet und war ursprünglich ein College der University of Sydney. 1954 wurde aus dem University College eine eigenständige Universität. Ein weiterer Vorläufer war das 1989 eingegliederte Armidale College of Advances Education, das bereits 1928 als Armidale Teachers College gegründet worden war. Weitere Meilensteine der Entwicklung waren der University of New England Act 1989, der eine Verbunduniversität mit Einrichtungen in Lismore, NSW und Coffs Harbour, NSW errichtete, die aber schon durch den University of New England Act 1993 wieder aufgegeben wurde. Die Einrichtungen in Lismore und Coffs Harbour sind seither Teil der Southern Cross University.

## Einteilung
Mit Stand 2022 ist die Lehre der UNE in drei Fakultäten eingeteilt:
- Geisteswissenschaften, Künste, Sozialwissenschaften und Pädagogik (Faculty of Humanities, Arts, Social Sciences, and Education), unter anderem mit Geschichte, Sprachen, Philosophie, Musik, Religion und Soziologie.[5]
- Medizin, Gesundheit (Faculty of Medicine and Health), einschließlich Pflege und Psychologie
- Wissenschaft, Landwirtschaft, Wirtschaft und Recht (Faculty of Science, Agriculture, Business and Law)

## Zahlen zu den Studierenden
2020 waren 24.862 Studierende eingeschrieben (2016: 21.850, 2017: 23.510, 2018: 23.444, 2019: 25.095). 17.074 davon (68,7 %) hatten noch keinen ersten Abschluss, 15.616 davon waren Bachelorstudenten. 6.822 (27,4 %) hatten bereits einen ersten Abschluss und 1.777 davon arbeiteten in der Forschung.